# Michal Pohludka
Michal Pohludka (* 16. září 1980, Krnov) je český manažer, investor, spisovatel, vědec a vynálezce. 

## Vzdělání
Je absolventem magisterského studia na Vysoké škole chemicko-technologické v Praze a doktorského studia na 1. lékařské fakultě Univerzity Karlovy v oboru molekulární patologie. Své akademické vzdělání rozšířil také profesně zaměřeným studiem MBA v oblasti podnikového managementu a LL.M. v oblasti podnikového řízení a následně také o magisterské vzdělání v oblasti ekonomie.

## Profesní působení

#### Bio-Rad Laboratories
V letech 2008 až 2019 působil v manažerských pozicích v globální společnosti Bio-Rad Laboratories, zaměřené na vědu a klinickou diagnostiku. Řídil aktivity firmy v České republice, Maďarsku a Slovensku a školil obchodní dovednosti pro Evropu, Střední východ, Afriku a Rusko.

#### mikeVision
V roce 2019 založil konzultační a investorskou společnost mikeVision (dříve ZKV Career), která se věnuje vytváření portfolia vývojových společností v oblasti medicíny. Prostřednictvím této společnosti investuje do biomedicínských start-upů, do společností iQS Nano, Aireen, Molecula a Neurona Lab. Zároveň zakládá nové společnosti s dalšími partnery. Mezi tyto společnosti patří GeneSpector, Macromo, SeveriDx, Lab On Card a M2Plastics. 

#### GeneSpector
Během pandemie COVID-19 spolupracoval s týmem prof. Stanislava Kmocha z Univerzity Karlovy na vývoji diagnostického kitu pro COVID-19, který uvedl na trh prostřednictvím spin-off společnosti GeneSpector, kde působí jako jednatel. GeneSpector se zaměřuje na výzkum, vývoj a komercializaci nových technologií v molekulární diagnostice. Výrazným úspěchem byla rychlá adaptace PCR testů, které v Česku využívala každá třetí laboratoř. V letech 2021-2023 dosáhl obrat společnosti 500 milionů korun.
- Diagnostický ELISA kit: GeneSpector vyvíjí diagnostický nástroj na onemocnění ledvin.[4]
- SeveriDx a Lab On Card: V roce 2024 založil dceřiné firmy SeveriDx a Lab On Card, které se specializují na inovativní diagnostické technologie.[5]

#### Macromo
Založil společnost Macromo, která se zaměřuje na prevenci chronických onemocnění prostřednictvím testování genetických predispozic, krevních markerů a sledování životního stylu.

#### Charles University Innovations Prague
Od listopadu 2021 je místopředsedou správní rady Charles University Innovations Prague, dceřiné společnosti Univerzity Karlovy, která zajišťuje technologický transfer.

## Knihy a publikační činnost
Michal Pohludka se mimo vědeckých publikací v oblasti chemie a medicíny věnuje také populární publikační činnosti v oblasti managementu a podnikového řízení. Dříve publikoval pod pseudonymem ŽKV (Život korporátního vedoucího). Mezi jeho knihy patří například:
- Byznys Trip, 2016
- Jak zvládnout práci manažera: Čeští lídři a zajímavé osobnosti poodkrývají tajemství svého úspěchu, 2018
- Stojí to za to, 2019
- Hrdinové covidu aneb Mezi laboratoří a vlivem, 2023

Jeho vědecké práce zahrnují témata jako CRM implementace, ERP systémy, podnikatelské struktury a molekulární diagnostika. Má přes 338 citací a jeho h-index je 9.

## Společensky prospěšné aktivity
Od ledna roku 2022 působí v rámci Nadačního fondu Lidé Lidem, který se zaměřuje na širokou podporu charitativních nadací a neziskových organizací.